# Surgères
Surgères – miejscowość i gmina we Francji, w regionie Nowa Akwitania, w departamencie Charente-Maritime.
Według danych na rok 1990 gminę zamieszkiwało 6 049 osób, a gęstość zaludnienia wynosiła 211 osób/km² (wśród 1467 gmin regionu Poitou-Charentes Surgères plasuje się na 26. miejscu pod względem liczby ludności, natomiast pod względem powierzchni na miejscu 190.).